# Panathīnaïkos Athlītikos Omilos 1973-1974
Questa voce raccoglie le informazioni riguardanti il Panathīnaïkos Athlītikos Omilos nelle competizioni ufficiali della stagione 1973-1974.

## Maglie e sponsor
| Manica sinistra · Manica sinistra · Maglietta · Maglietta · Manica destra · Manica destra · Pantaloncini · Calzettoni | Manica sinistra · Manica sinistra · Maglietta · Maglietta · Manica destra · Manica destra · Pantaloncini · Calzettoni |

## Rosa
| N. |                   | Ruolo | Calciatore            |
| -- | ----------------- | ----- | --------------------- |
|    | Grecia (bandiera) | P     | Takis Ikonomopoulos   |
|    | Grecia (bandiera) | P     | Vasilīs Kōnstantinou  |
|    | Grecia (bandiera) | P     | Nikos Vallianos       |
|    | Grecia (bandiera) | D     | Yianis Tomaras        |
|    | Grecia (bandiera) | D     | Anthimos Kapsīs       |
|    | Grecia (bandiera) | D     | Dimitris Kotsos       |
|    | Grecia (bandiera) | D     | Giorgios Vlahos       |
|    | Grecia (bandiera) | D     | Kōstas Athanasopoulos |
|    | Grecia (bandiera) | D     | Giorgos Gonios        |
|    | Grecia (bandiera) | D     | Kostas Kambas         |
|    | Grecia (bandiera) | D     | Nikos Karamanlis      |
|    | Grecia (bandiera) | C     | Kostas Eleftherakis   |

| N. |                      | Ruolo | Calciatore          |
| -- | -------------------- | ----- | ------------------- |
|    | Brasile (bandiera)   | C     | Araken Demelo       |
|    | Grecia (bandiera)    | C     | Odysseas Vakalis    |
|    | Grecia (bandiera)    | C     | Mimis Demetriou     |
|    | Grecia (bandiera)    | C     | Dīmītrīs Domazos    |
|    | Grecia (bandiera)    | C     | Stefanos Antonakos  |
|    | Grecia (bandiera)    | A     | Totis Filakouris    |
|    | Grecia (bandiera)    | A     | Antōnīs Antōniadīs  |
|    | Argentina (bandiera) | A     | Juan Ramón Verón    |
|    | Grecia (bandiera)    | A     | Charīs Grammos      |
|    | Argentina (bandiera) | A     | Roberto Gramajo     |
|    | Grecia (bandiera)    | A     | Takis Papadimitriou |
|    | Grecia (bandiera)    | A     | Pagkakis            |

## Statistiche

### Statistiche di squadra
| Competizione    | Punti | Totale | Totale | Totale | Totale | Totale | Totale | DR  |
| Competizione    | Punti | G      | V      | N      | P      | Gf     | Gs     | DR  |
| --------------- | ----- | ------ | ------ | ------ | ------ | ------ | ------ | --- |
| Alpha Ethniki   | 59    | 34     | 26     | 7      | 1      | 102    | -101   |     |
| Coppa di Grecia | -     | 5      | 4      | 0      | 1      | 12     | 3      | +9  |
| Coppa UEFA      | -     | 2      | 1      | 0      | 1      | 2      | 2      | 0   |
| Totale          |       | 40     | 24     | 9      | 7      | 93     | 39     | +54 |

### Statistiche dei giocatori
| Giocatore      | Alpha Ethniki | Alpha Ethniki |
| Giocatore      | Presenze      | Reti          |
| -------------- | ------------- | ------------- |
| Antonakos      | 1             | ?             |
| Antoniadis     | 30            | 26            |
| Athanasopoulos | 24            | ?             |
| Demelo         | 19            | 8             |
| Dimitriou      | 23            | 3             |
| Domazos        | 27            | 7             |
| Eftherakis     | 26            | 8             |
| Filakouris     | 29            | 2             |
| Gonios         | 31            | ?             |
| Grammos        | 18            | 3             |
| Gramaho        | 5             | 1             |
| Ikonomopoulos  | 33            | ?             |
| Kambas         | 32            | 1             |
| Kapsis         | 16            | ?             |
| Karamanlis     | 4             | ?             |
| Konstantinou   | 2             | ?             |
| Kotsos         | 1             | ?             |
| Pagkakis       | 9             | ?             |
| Papadimitriou  | 22            | 6             |
| Tomaras        | 8             | ?             |
| Vakalis        | 6             | ?             |
| Valianos       | 1             | ?             |
| Veron          | 29            | 9             |
| Vlahos         | 29            | ?             |